# Mentor (Schiff)

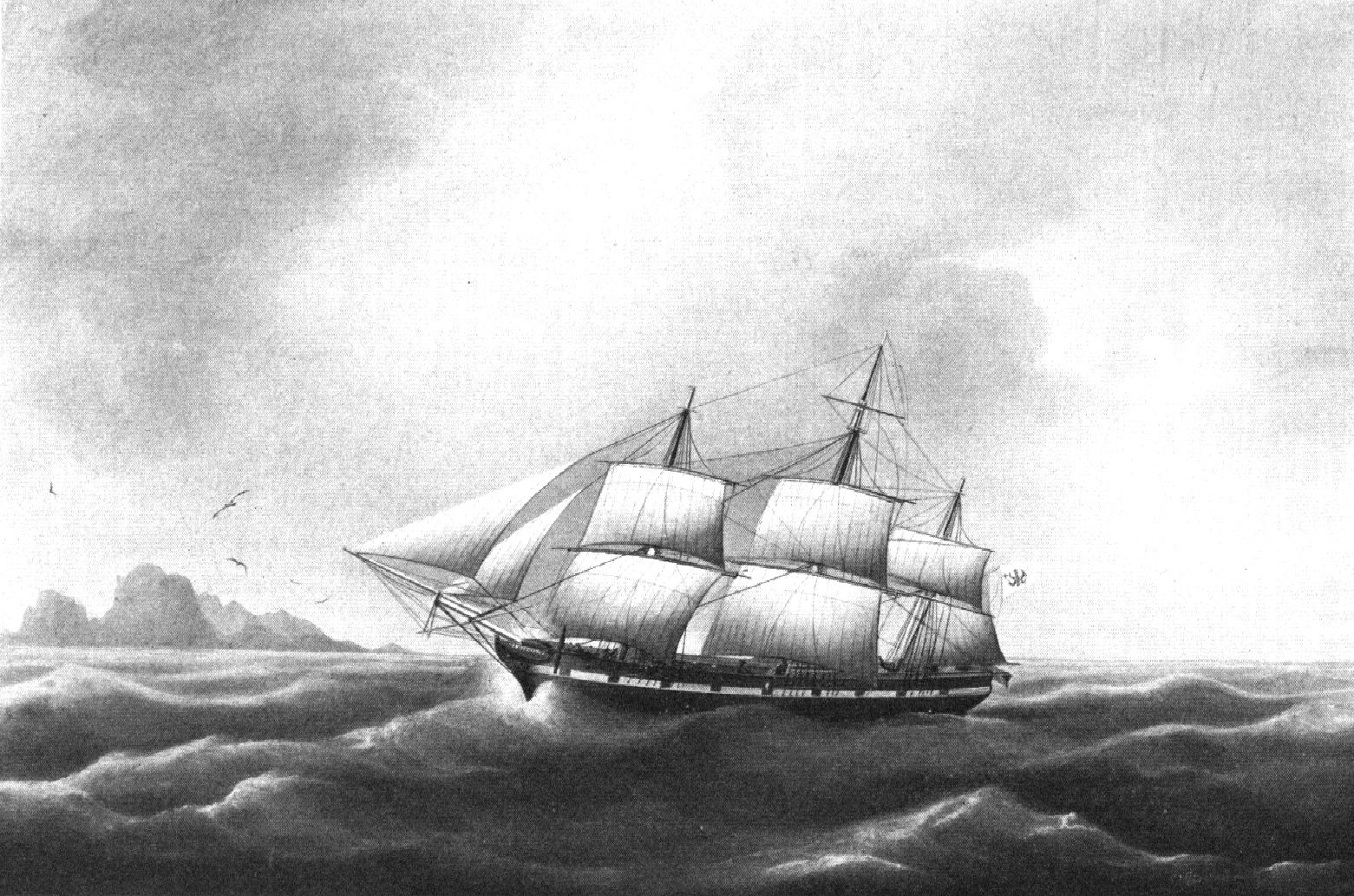
Handelsfregatte Mentor (Gemälde)

 Die Handelsfregatte Mentor war ein hanseatisches Handelsschiff aus Bremen, welches im Auftrag der königlich preußischen Seehandlungsgesellschaft in den Jahren 1822 bis 1824 die Welt umrundete. Erstmals umsegelte ein Schiff somit unter deutschem Kommando die Welt.

## Bau und Ausstattung
Der Bau des Seglers Mentor erfolgte von 1807 bis 1808 auf der Werft von Peter Jantzen (1745–1813) und Jürgen Sager in Vegesack. Dies geschah also noch vor den Auswirkungen der Kontinentalsperre. Die Ladekapazität betrug 225 Lasten. Die Bark wurde damals auch als Handelsfregatte bezeichnet und für Fahrten im Atlantik eingesetzt. Sie stand zunächst unter dem Befehl der Kapitäne Hinrich Tecklenborg (1778–1856) und Nicolaus Hagemann. Von 1815 bis 1816 befand sich das Schiff auf einer Tour nach Brasilien und wurde von Kapitän Erich Ruyter geführt. Bis zum Jahre 1824 gehörte das Schiff den aus Dissen stammenden Gebrüdern Friedrich & Everhard Delius in Bremen. 1817 wurde die Mentor auf der Werft von Johann Lange neu verzimmert und zu einem Vollschiff umgebaut. Die Mentor wurde 1822 von der preußischen Seehandlungsgesellschaft gechartert und zum Zweck der bevorstehenden Weltumrundung nochmals komplett überholt und ausgebessert und dabei insbesondere mit einer Kupferbedeckung ausgestattet. Zur Selbstverteidigung vor Piratenüberfällen wurde die Mentor mit sechs Kanonen ausgestattet.

## Weltumseglung der Mentor vom 15. Dezember 1822 bis 14. September 1824
Am 15. Dezember 1822 segelte die Mentor unter dem Kommando des Kapitäns Johann Andreas Harmssen von Bremen über die Weser in die Nordsee. Als Steuermann fungierte Harmssens Neffe Johann Wilhelm Wendt und als preußischer Supercargo der Berliner Kaufmann Wilhelm Oswald. Es befanden sich 22 Mann Besatzung aus Bremen an Bord des Schiffes, welches mit preußischen Handelswaren beladen war. Das Schiff fuhr somit in preußischem Auftrag unter der Flagge Bremens. Im Dienst der preußischen Seehandlungsgesellschaft versuchte Wilhelm Oswald für die in wirtschaftliche Schwierigkeiten geratene schlesische Leinenfabrikation neue Absatzmärkte zu erschließen.

### Reise nach Chile
Der erste Abschnitt der Reise ging über den Atlantik. Am 27. Januar 1823 wurde der Äquator passiert. Vom 18. Februar bis zum 30. März 1823 fuhr das Schiff bei stürmischer See um Kap Hoorn in den Pazifik ein und dann entlang der chilenischen Küste. Am 7. März 1823 zerstörte eine schwere Welle einen Teil der Verschanzung. Nach 113 Tagen auf See erreichte die Mentor am 8. April 1823 den Hafen von Valparaíso. Dort blieb das Schiff mehrere Monate vor Anker. Valparaíso war zu der Zeit wegen des am 19. November 1822 erfolgten Erdbebens in weiten Teilen zerstört. Wilhelm Oswald und der ebenfalls mitgereiste Kaufmann F. J. Scholz ritten im Mai 1823 für die Abwicklung von Handelsgeschäften zur Hauptstadt Santiago de Chile. In dieser Zeit wurden auch die ersten konsularischen Beziehungen Preußens zu Chile geknüpft.
Vom 2. Oktober bis zum 4. Oktober 1823 fuhr die Mentor zum Hafen von Coquimbo. Die damals kleine Stadt von nur rund 5000 Einwohnern war wegen der Kupfergewinnung in den umliegenden Bergwerken interessant.
Von dort stach die Mentor am 18. Oktober 1823 erneut in See. Bei dieser Fahrt ereignete sich am 21. Oktober 1823 ein gefährlicher Zwischenfall. Eine Brigg mit 14 Kanonen und 70 Mann Besatzung stoppte die Mentor. Der Kapitän der Brigg forderte im Namen der spanischen Krone die Frachtpapiere der Mentor, die anscheinend für ein südamerikanisches Schiff gehalten wurde. Die Brigg entpuppte sich jedoch bald nicht als ein Schiff des Königreichs Spanien, sondern bestand aus einer vorwiegend englischen Besatzung. Die insofern ursprünglich seeräuberische Absicht der Engländer konnte nach der Durchsuchung des Schiffs und einigen Schikanen glücklich abgewendet werden, da die Mentor kein südamerikanisches Schiff war, zudem ein Passpapier der spanischen Gesandtschaft in Berlin vorgelegt werden konnte, welches den Handel mit den Ländern Südamerikas erlaubte, und für den Kapitän der Brigg an einem Konflikt mit Preußen schließlich kein Interesse bestand. Dieser Zwischenfall zeigte jedoch der Mannschaft, dass auch diese Seereise mit erheblichen unkalkulierbaren Risiken behaftet war.

### Handel mit den Insulanern von Hawaii
Am 10. November 1823 wurde der Äquator von Süd nach Nord passiert und nach 41 Tagen auf See erreichte die Mentor am 28. November 1823 den Hafen von Honolulu auf der Insel Oʻahu im Königreich Hawaiʻi.
Dort wurden viele Fabrikate, Gerätschaften sowie Schmuck- und Kleidungsstücke der Insulaner erworben, die zum großen Teil in den Zeiten vor der Christianisierung entstanden waren und somit für die Geschichte der Südseevölker wertvoll erschienen. Außerdem nahm die Schiffsbesatzung einen Mann namens Harry Maitey mit, der auf eigenen Wunsch unbedingt seine Heimat verlassen wollte. Maitey kam nach Berlin und blieb zunächst im Haus des Präsidenten der Seehandlung. Er lernte mühevoll die deutsche Sprache, ließ sich 1830 als evangelischer Christ taufen und konfirmieren, heiratete die Tochter des Tierwärters der Pfaueninsel und wurde Vater dreier Kinder.

### Reise nach China und Niederländisch-Indien

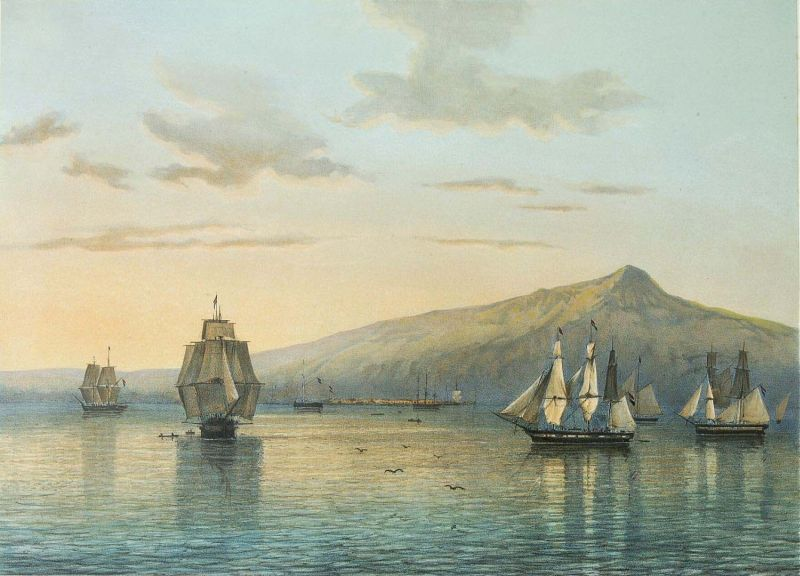
Anyer an der Küste von Java

Nach dem relativ kurzen Aufenthalt auf Hawaii ging die Reise am 3. Dezember 1823 weiter. Nach 33 Tagen erreichte das Schiff am 5. Januar 1824 den Hafen der chinesischen Stadt Kanton. In Kanton wurden chinesische Waren, darunter 5000 Kisten Tee, sowie Nankin, Cassia und weitere Handelsgüter geladen. Vom 20. März 1824 bis zum 23. April 1824 dauerte die 34-tägige Seereise zur Insel Java in die niederländisch-indische Hafenstadt Anyer, die Jahrzehnte später durch die Eruption des Vulkans Krakatau am 27. August 1883 völlig zerstört werden sollte.

### Rückreise nach Europa
Nach zwei Tagen Aufenthalt stach die Mentor am 25. April 1824 wieder in See. Nach der Fahrt durch den Indischen Ozean und der Umrundung der Südspitze Afrikas erreichte das Schiff nach 69 Tagen am 2. Juli 1824 die Insel St. Helena im Atlantik, wo drei Jahre zuvor der verbannte Kaiser Napoleon verstorben war. Am 4. Juli 1824 wurde die Seereise fortgesetzt. Am 14. Juli 1824 wurde der Äquator durchkreuzt. Nach 70 Tagen erreichte das Schiff am 14. September 1824 den preußischen Hafen von Swinemünde. Diese Weltumrundung war zugleich die erste des Königreiches Preußen.
Die Reise umfasste rund 39.000 Seemeilen, was 72.228 km entspricht und dauerte insgesamt ein Jahr und 273 Tage, wobei die Mentor 362 Tage auf offener See war. Keiner der 22 Besatzungsmitglieder ist auf der Reise verstorben. Es fand ein Empfang durch Staatsminister Graf von Bülow und Oberfinanzrat Christian Rother, dem Präsidenten der Seehandlungsgesellschaft, statt. Von Swinemünde reiste Kapitän Johann Andreas Harmssen über Stettin nach Berlin, wo er von König Friedrich Wilhelm III. empfangen wurde und mit dem Allgemeinen Ehrenzeichen erster Klasse ausgezeichnet wurde.

## Spätere Verwendung der Mentor
Noch während der Weltumseglung kaufte die preußische Seehandlungsgesellschaft die Mentor dem Bremer Haus Delius ab, nachdem es im März 1824 Kanton verlassen hatte, und beorderte es nach Swinemünde statt Bremen. Am 7. September 1824 in Helsingør erhielt der Kapitän vom preußischen Konsul eine preußische Flagge, unter der das Schiff schließlich nach der Bezahlung des Sundzolls in die Ostsee fuhr und am 14. September 1824 in Swinemünde einlief. Acht Monate lang wurde die Mentor nach ihrer Rückkehr in Stettin repariert. Da das Schiff trotz häufiger Reparaturen immer wieder leckte, kam ein weiterer Einsatz der Mentor für Weltumrundungen nicht mehr in Frage. Nachfolgerin der Mentor für diese Unternehmungen wurde die Princess Louise. Die Mentor wurde stattdessen lediglich noch für Fahrten im Atlantik eingesetzt. Über eine Reise der Mentor zu den westindischen Inseln schrieb die Börsenhalle in Hamburg am 19. Oktober 1827. 1831 wurde das Schiff in Swinemünde für 5000 Taler unter Buchwert an den Reeder Thomsen verkauft, welcher das Schiff mit dem neuen Namen Präsident Rother weiterführte.